# Marcelo Cabo
Marcelo Ribeiro Cabo (Rio de Janeiro, 6 de dezembro de 1966) é um treinador de futebol brasileiro. Atualmente comanda o Santa Cruz.

## Carreira

### Início
Em 2004, comandou sua primeira equipe profissionalmente, o Bangu, que foi rebaixado no Carioca. Depois atuou como auxiliar técnico de Marcos Paquetá, na Arábia Saudita, Jorginho no Figueirense e observador técnico de Dunga durante Copa do Mundo FIFA de 2010. Comandou equipes do Kuwait e foi o comandante da Tombense no primeiro semestre de 2013 e, no mesmo ano, comandou o Nacional-MG.

### Volta Redonda, Macaé e Ceará
Em 2015, comandou o Volta Redonda durante boa parte do Campeonato Carioca. Durante esse mesmo campeonato comandou o Macaé, saindo no mesmo ano para comandar o Ceará.

### Tigres do Brasil
Ainda em 2015, o treinador acertou com o Tigres do Brasil para a temporada de 2016. No entanto, após um péssimo primeiro turno no Campeonato Carioca, Marcelo Cabo pediu demissão do time Fera da Baixada.

### Resende
No dia 2 de março de 2016, foi anunciado como novo treinador do Resende. Marcelo Cabo deixou o clube carioca no dia 4 de maio, tendo como principal motivo o fato do Resende voltar a campo só no segundo semestre, na Copa Rio.

### Atlético Goianiense
Após cinco dias sem clube, Marcelo Cabo foi confirmado no Atlético Goianiense para comandar a equipe no calendário de competições que o clube teria no restante do ano. Finalizou a temporada como campeão da Série B, garantindo o retorno do Dragão à elite do futebol brasileiro.
Após quatro derrotas nas quatro primeiras rodadas da Série A de 2017, o técnico pediu demissão do cargo do Atlético.

### CSA
Em 19 de fevereiro de 2018, depois da saída do Resende-RJ, acertou sua ida ao CSA.
No dia 30 de junho de 2019, após uma derrota para o Sport no primeiro jogo da Taça dos Campeões, Marcelo Cabo deixou o CSA. Com o clube alagoano, o técnico foi bicampeão alagoano após o Azulão passar 10 anos em jejum, e ainda conquistou um acesso para a Série A do Campeonato Brasileiro.

### Vila Nova

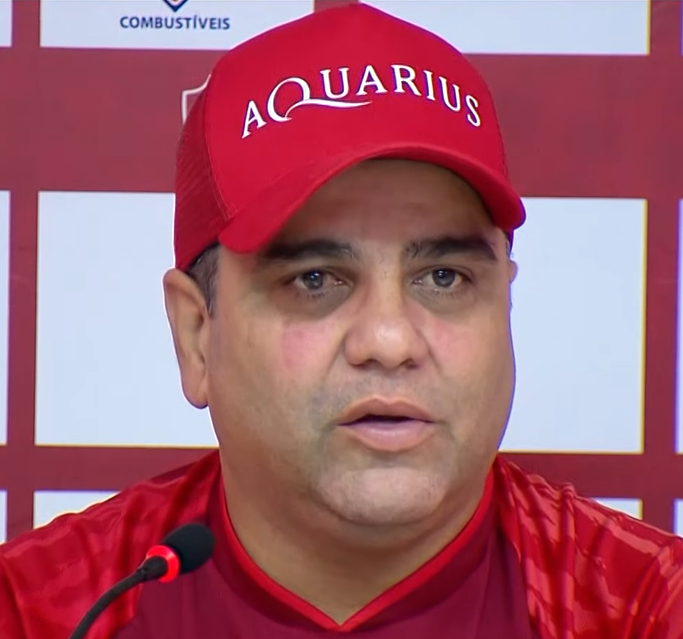
Cabo sendo apresentado no Vila Nova em 2019

Em 14 de julho de 2019, Marcelo Cabo foi contratado pelo Vila Nova. No entanto, depois de uma campanha ruim na Série B, com apenas quatro vitórias em 17 jogos, foi demitido no dia 3 de outubro do mesmo ano.

### CRB
Em 12 de outubro de 2019, Marcelo Cabo foi anunciado como novo treinador do CRB, assumindo a vaga deixada por Marcelo Chamusca. No dia 28 de novembro, renovou com o clube alagoano para a temporada de 2020.

### Atlético Goianiense (segunda passagem)
Cabo ficou no CRB até 7 de novembro de 2020, quando foi anunciado como novo treinador do Atlético Goianiense.

### Vasco da Gama
No dia 27 de fevereiro de 2021, foi anunciado como novo treinador do Vasco da Gama. Sob o seu comando, a equipe conquistou a Taça Rio ao vencer o Botafogo nos pênaltis. No entanto, após mais uma atuação ruim no segundo semestre, dessa vez num empate por 1–1 contra o Náutico, Cabo foi demitido no dia 19 de julho.

### Goiás
Apenas um dia após sua demissão, em 20 de julho, foi anunciado pelo Goiás como o novo técnico para disputa do restante da Série B.

### Atlético Goianiense (terceira passagem)
Em 10 de novembro de 2021, Marcelo Cabo foi contratado novamente pelo Atlético Goianiense para comandar o clube no Campeonato Brasileiro. O técnico pediu demissão no dia 7 de fevereiro de 2022, após quatro rodadas no Campeonato Goiano. No Brasileiro conquistou quatro vitórias e quatro empates, deixando o clube em nono lugar e garantindo a classificação para a Copa Sul-Americana. No goiano foram quatro jogos, duas vitórias e duas derrotas.

### Retorno ao CRB
Em 10 de fevereiro de 2022, foi contratado novamente pelo CRB para comandar o clube na temporada 2022.
O treinador deixou o cargo no dia 14 de maio, após uma derrota por 3–0 para o Criciúma. Foram sete rodadas na Série B, e apenas quatro pontos, o que deixou o clube na lanterna do campeonato naquele momento.

### Chapecoense
Foi contratado pela Chapecoense no dia 7 de julho de 2022, chegando para comandar o clube na Série B.
Após perder de virada por 2–1 para o Vila Nova, Marcelo foi demitido 30 de agosto. Na ocasião, a Chape encontrava-se próxima do Z4.

### Remo
Em 24 de outubro em 2022 foi contratado pelo Clube do Remo para comandar o clube no Campeonato Paraense e na Série C de 2023, com objetivo de acesso à Série B de 2024.
Após quatro derrotas nos quatro jogos iniciais da Série C, Marcelo foi demitido no dia 23 de maio de 2023.

### Retorno ao CSA
Em sua segunda passagem pelo CSA, Marcelo Cabo foi contratado no dia 21 de junho, no meio da Série C, para substituir Vinícius Bergantin, mas não conseguiu a classificação para a segunda fase da competição, e deixou o clube em setembro.
Quatro meses depois, teve o seu retorno anunciado no dia 22 de janeiro de 2024, iniciando assim sua terceira passagem pela equipe alagoana. No dia 3 de março, um dia após a eliminação no Campeonato Alagoano, o treinador teve a sua demissão comunicada.

### Floresta
Em 6 de maio de 2024, foi anunciado como novo técnico do Floresta. Marcelo Cabo deixou a equipe no dia 30 de agosto, após assegurar a permanência do Verdão da Vila na Série C.

### Brusque
Foi contratado pelo Brusque no dia 9 de setembro de 2024, chegando para comandar o clube na Série B.

### Água Santa
Marcelo Cabo acertou com o Água Santa em novembro de 2024, visando a disputa do Campeonato Paulista de 2025. No entanto, depois de apenas três derrotas em três partidas válidas pelo Paulistão, o técnico foi demitido o técnico foi demitido no dia 23 de janeiro.

### Capital-DF
Foi anunciado como treinador do Capital-DF no dia 8 de fevereiro, substituindo Paulinho Kobayashi, que havia deixado o clube no dia anterior.
No dia 31 de março de 2025, o treinador e o clube não chegaram a um acordo; com isso, o contrato de Marcelo Cabo não foi renovado ao final do Campeonato Brasiliense, em que o Capital foi vice.

## Desaparecimento
Em janeiro de 2017, após a boa campanha pelo Atlético-GO na Série B, que culminou no título da competição, Marcelo Cabo foi dado como desaparecido em Goiânia. O treinador faltou ao treino marcado para a manhã da segunda-feira (16) e também não apareceu à tarde, e o clube optou por registrar o sumiço na Polícia Civil de Goiás. Após a ocorrência, imagens da câmera de segurança do edifício em que reside o mostraram no local, pouco antes das 16h, mas ele voltou a desaparecer, em um táxi. O técnico só foi novamente encontrado novamente por volta de 21h, e a polícia informou que ele passava bem. A Polícia Militar de Goiás descartou a hipótese de que Marcelo Cabo tenha sofrido qualquer crime. Em entrevista coletiva realizada na manhã do dia seguinte, as autoridades disseram que o treinador foi encontrado em um motel e passava bem.

## Títulos
Atlético Goianiense
- Campeonato Brasileiro - Série B: 2016
- Campeonato Goiano: 2020

CSA
- Campeonato Alagoano: 2018 e 2019

CRB
- Campeonato Alagoano: 2020 e 2022

Vasco da Gama
- Taça Rio: 2021